# Inara Serra
Pour les articles homonymes, voir Inara (homonymie).
Inara Serra est un personnage de la franchise Firefly (la série télévisée Firefly, le film Serenity et les comics Serenity). Elle est jouée par Morena Baccarin.

## Histoire
Née à la fin du XXVe siècle sur Sihnon, Inara est une Compagne, c'est-à-dire une prostituée de haute distinction ayant une licence officielle d'une Guilde approuvée par l'Alliance, dont les prestations sont coûteuses et codifiées et qui sélectionne les clients qu'elle accepte de recevoir. Dans la société de l'Alliance, les Compagnons font partie de l'élite sociale, et tiennent souvent compagnie aux riches et aux puissants. Il y a un important cérémonial et une ritualisation entourant leurs services, qui s'étendent au-delà des relations sexuelles pour entretenir le bien-être psychologique et émotionnel de leurs clients.
À la fin de la série télévisée Firefly, la plupart de ce que les spectateurs savent à propos des Compagnes vient d'Inara elle-même et de quelques conversations avec et à propos d'autres Compagnes ou de femmes ayant subi la formation de cette guilde. Ces sources suggèrent que l'entraînement des Compagnes inclut la grâce physique et sociale, une pratique artistique et la psychologie. Les Compagnes choisissent elles-mêmes leurs clients et ceux qui se révèlent indélicats sont bannis des services de la guilde. Inara a plusieurs clients réguliers à travers les mondes de l'Alliance et prend aussi bien des clients masculins et féminins, bien que la plupart de ses clients sont des hommes.
Inara, une bouddhiste, était une étoile montante dans la Maison des Compagnons quand elle a soudain et inexplicablement tout laissé derrière elle pour voyager dans la bordure extérieure. Elle a laissé entendre qu'elle « voulait voir l'univers », bien qu'il soit fortement sous-entendu qu'elle avait d'autres raisons. Huit mois avant les événements du pilote Les Nouveaux Passagers, elle loue une des navettes du Serenity, ce qui lui fournit à la fois un moyen de transport planétaire et un lieu de travail. Bien qu'elle ait au début déplu à Malcolm Reynolds en affirmant avoir soutenu l'unification durant la guerre, ils ont depuis tous les deux développé une attirance l'un pour l'autre, à laquelle ils résistent, officiellement pour des raisons professionnelles, et qui s'exprime sous forme de moqueries et parfois de querelles blessantes. Mal insulte constamment son choix de carrière mais se montre offensé quand d'autres le font, et il frappe notamment un client d'Inara dans l'épisode Le Duel, disant à celle-ci « Je ne respecte peut-être pas ton travail, mais il ne te respecte pas toi. »
Inara montre dans cet épisode une certaine maîtrise de l'escrime. Dans le film Serenity, elle prouve également qu'elle a reçu un entraînement d'arts martiaux et qu'elle sait se servir d'un arc et de flèches. Une scène proposée du film devait montrer Inara en train d'expliquer le maniement de l'arc aux autres filles de la maison des Compagnes, mais cette idée a été retirée car elle apparaissait trop comme une « Wonder Woman »
Une intrigue secondaire concernant Inara était en arrière-plan de la série sans avoir pu être développée avant son annulation. Joss Whedon, dans le commentaire audio DVD de l'épisode pilote, explique que la seringue qu'Inara sort de sa boîte lors de la rencontre avec le vaisseau des Ravageurs n'est pas pour le suicide. Plus tard, dans l'épisode La Panne, lorsque Simon dit qu'il ne veut pas mourir sur le vaisseau, Inara répond qu'elle ne veut pas mourir tout court. Dans Mission secours, Nandi remarque qu'Inara ne vieillit pas. Le secret a été révélé dans une présentation à la DragonCon de 2008 où Morena Baccarin confirme qu'Inara était atteinte d'une maladie mortelle, ce qui est confirmé dans l'émission spéciale 10 ans de la série intitulée Firefly: Browncoats Unite diffusée sur la chaîne Science en novembre 2012. Dans la même émission, le scénariste Tim Minear explique que la seringue mystérieuse contenait une drogue qui causerait la mort de ses violeurs au cas où cette éventualité se produirait. Il a également affirmé que si la série n'avait pas été annulée, un épisode aurait montré Inara enlevée par de nombreux ravageurs, qui auraient tous été retrouvés morts par Mal, à cause des effets de cette drogue.

## Conception du personnage

### Casting
Rebecca Gayheart devait à l'origine interpréter ce rôle, mais Whedon l'a remplacée après seulement un jour de tournage, arguant d'un manque d'alchimie entre elle et le reste de la distribution. Morena Baccarin a tourné sa première scène le jour même où elle a été acceptée pour le rôle.